# José Tomás da Porciúncula
José Tomás da Porciúncula (Petrópolis, 25 de dezembro de 1854 — 28 de setembro de 1901), foi um médico e político brasileiro. Governou o estado do Rio de Janeiro entre 1892 e 1894.
Membro da tradicional família Porciúncula, filho de grandes proprietários de terra. Seu pai, também médico, Tomás José da Porciúncula, era gaúcho de fronteira, nascido em Jaguarão e, no estado do Rio de Janeiro buscou ser vereador de Vila da Estrela, município do qual Petrópolis pertencia a sua época e, com a emancipação deste, tornou-se vereador para a primeira legislatura da Câmara Municipal de Petrópolis.

## Inicio da carreira e, durante o Império, envolvimento com a causa republicana
Órfão de pai aos 7 anos, José Tomás da Porciúncula estudou no Colégio Pedro II e ingressou na Faculdade de Medicina do Rio de Janeiro em 1872. Formou-se em 1878, e fundou com outros colegas a Sociedade Médica e Cirúrgica do Rio de Janeiro. Foi diretor e coproprietário da Casa de Saúde São Sebastião, situada no bairro do Catete (bairro do Rio de Janeiro), na cidade do Rio de Janeiro. Passou a clinicar em Petrópolis, sua cidade natal a partir de 1882.
Ainda durante o Império de Dom Pedro II, Porciúncula filiou-se ao Clube Republicano, presidido por Saldanha Marinho, fundou uma seção da agremiação em Petrópolis. Defendendo a causa republicana, elegeu-se deputado provincial para a legislatura 1884-1885. Junto com Santos Werneck formou a primeira oposição republicana da Assembleia Provincial do Rio de Janeiro. Foi reeleito para  o biênio 1886-1887. Durante seus dois mandatos, além da causa republicana, defendeu o Abolicionismo.

## A Proclamação da Republica e seu governo no estado do Maranhão
Uma vez Proclamada a Republica, Porciúncula tinha um prestígio político fundamentado em sua atuação como “republicano histórico” e no fato de possuir fortes bases eleitorais em vários municípios fluminenses. Todavia, Porciúncula, teve seu nome preterido ao governo estadual do Rio de Janeiro; Quintino Bocaiúva se antecipou aos acontecimentos e levou ao marechal Deodoro da Fonseca, no próprio dia 15 de novembro, o nome do campista Francisco Portela, que desta forma tornou-se o primeiro governador do Estado do Rio de Janeiro.
Para evitar atrito, habilmente, Deodoro nomeou Porciúncula para o governo do distante estado do Maranhão, que ficaria no cargo aproximadamente por seis meses. Da curta administração Porciúncula no Maranhão destacam-se: reorganização das municipalidades; organização dos serviços públicos; formação de um corpo de polícia com adestramento militar; redirecionamento da instrução pública; revitalização da Biblioteca Pública e recuperação das finanças do Estado.
Depois de muita insistência, Deodoro atendeu ao seu pedido de exoneração. E Porciúncula voltou ao Rio de Janeiro.

## Consolidação de sua liderança política no Estado do Rio de Janeiro
Ao retornar ao Rio de Janeiro articulou, com o conselheiro Paulino de Souza, o grupo de oposição ao então governador Francisco Portela. Ambos discordavam das medidas tomadas por Portela, que favoreciam seu poder pessoal em detrimento da corrente republicana fluminense.
Com a renúncia de Deodoro da presidência da Republica em novembro de 1891, Portela se enfraqueceu politicamente e, não tendo outra alternativa, também renunciou ao governo estadual no mês seguinte. Apoiado pelo novo Presidente da República, Floriano Peixoto, assume provisoriamente o governo do Rio de Janeiro o contra-almirante Carlos Baltasar da Silveira até que novas eleições fossem convocadas. Uma vez no governo, Baltasar buscou desarticular a rede política formada por Portela. Novas eleições legislativas foram convocadas em janeiro de 1892, e Porciúncula, agora aliado político de Baltasar da Silveira, foi eleito presidente da Assembleia Legislativa.

## Porciúncula no governo do Estado do Rio de Janeiro

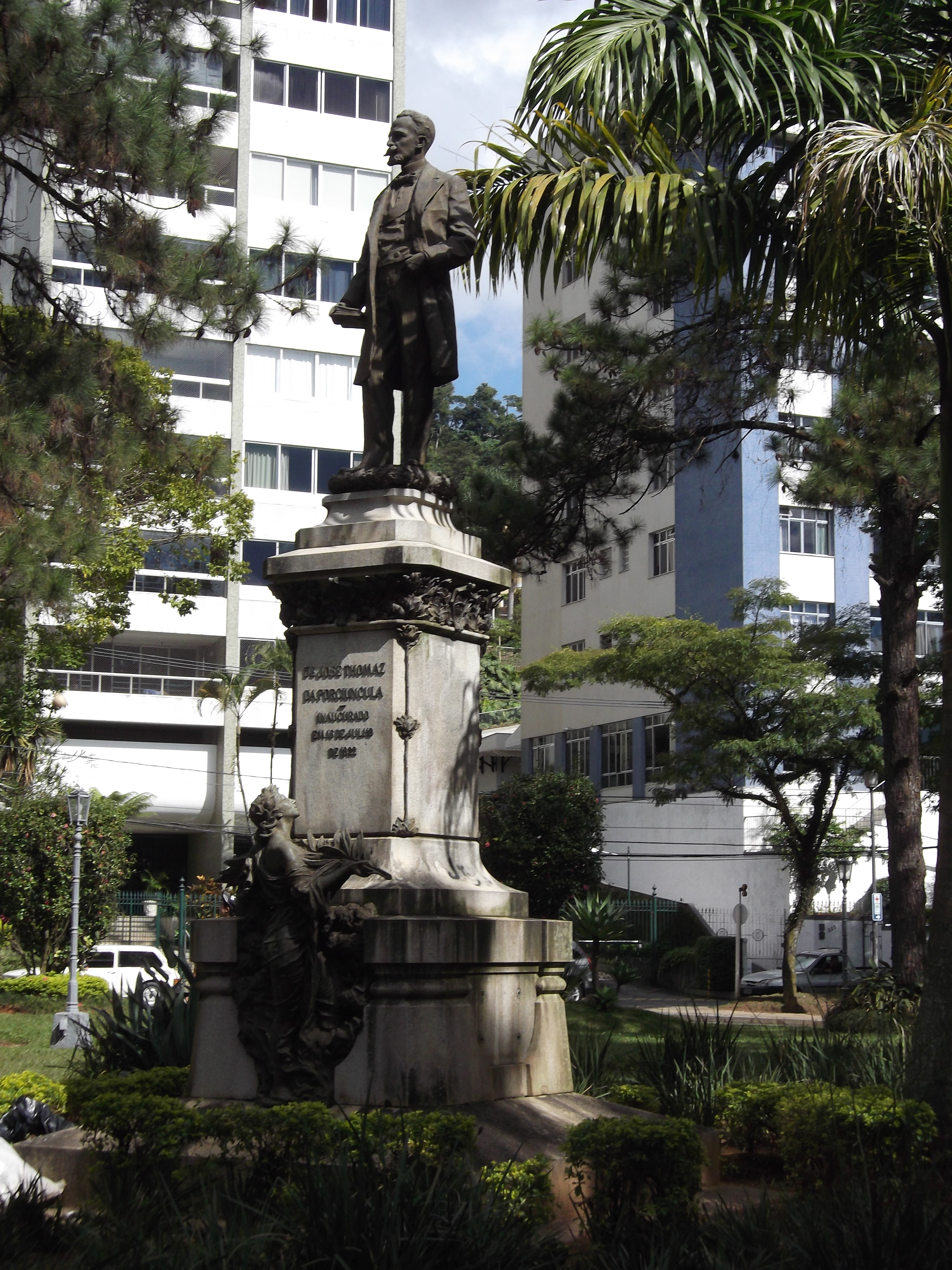
Estátua de José Tomás da Porciúncula, na Praça da Liberdade, na cidade de Petrópolis. (2011)

Já no pleito de 24 de abril de 1892 Porciúncula tornou-se o primeiro governante eleito pelo povo fluminense para a presidência do estado. Entre 12 de junho e 15 de agosto de 1893, período em que Porciúncula esteve licenciado, Manuel Martins Torres assumiu a presidência do estado do Rio de Janeiro em 15 de agosto de 1893
Em dezembro de 1892, houve uma sublevação do corpo policial do estado, tendo sido aclamado como governador Francisco Portela, que tempos antes tinha se afastado do cargo. Comandado pelo coronel Moreira César, o 7º Batalhão de Infantaria do Exército Brasileiro foi enviado a Niterói, os amotinados renderam-se, e o governador José Tomás de Porciúncula, reconduzido ao cargo, dissolveu a Força Pública.
Havia reciprocidade de apoio político entre José Porciúncula e o presidente Floriano Peixoto. Na Revolta da Armada Porciúncula lutou contra os revoltosos que lutavam contra Floriano na cidade de Niterói, por essa atuação ganhou honras de general-de-brigada, conferidas pelo presidente. Como a cidade de Niterói foi um dos palcos da revolta, a Assembléia Legislativa transferiu a capital do estado para Petrópolis (onde ficaria até 1903). Diante destes acontecimentos o poder executivo estadual também teve que retirar-se cidade, deixando o Palácio São Domingos em Niterói.
Durante seu governo a cidade de Petrópolis tornou-se capital estadual e, desta forma, recebeu diversos melhoramentos como o desenvolvimento do serviço de abastecimento de água, o calçamento de ruas, a construção do novo edifício do Fórum, cadeia e quartel para abrigar as forças públicas de segurança estadual.
No governo estadual, José Porciúncula interveio nos conflitos entre a população de Santo Antônio de Carangola, que reivindicava que o trem que passava pela região atendesse a localidade com uma parada ferroviária, e as Estrada de Ferro de Carangola e a Estrada de Ferro Leopoldina, que por questões contratuais não possuía uma estação. Em 1893 foi inaugurado o prédio da estação e os dirigentes da companhia deram o nome de Porciúncula ao local de parada, que mais tarde tornou-se município com este nome.
Ao final de seu mandato, Porciúncula conseguiu fazer o seu correligionário Maurício de Abreu ser eleito o seu sucessor no cargo.

## As contestações a sua liderança política no estado
Após terminar seu mandato no governo estadual em 31 de dezembro de 1894, Porciúncula foi eleito ao Senado, que o enviou como ministro plenipotenciário no Uruguai.  Presidiu o Partido Republicano Fluminense (PRF), ligado ao Partido Republicano Federal. Em 1896 o Barão de Miracema liderou o movimento de uma facção política, de dentro do Partido Republicano Fluminense, na qual contestava a liderança de Porciúncula no partido; Miracema, todavia, saiu derrotado.
Em 1897, foi eleito ao governo estadual Alberto Torres, pelo Partido Republicano Fluminense, onde, de inicio, recebeu apoio do grupo político de Porciúncula. Posteriormente, todavia, quando Torres rebelou-se contra a liderança partidária de Porciúncula, agora senador (1897-1901), Miguel de Carvalho articulou uma tentativa frustrada de impeachment de Alberto Torres na Assembleia Legislativa do Rio de Janeiro (ALERJ). Manuel Martins Torres e seus aliados fundaram o Partido Republicano do Rio de Janeiro (PRRJ), liderado por seu filho Alberto Torres; assim o PRF passou a ser o partido de oposição.
Em 1901 Porciúncula falece como senador pelo estado do Rio de Janeiro, desta forma Miguel de Carvalho torna-se liderança máxima do Partido Republicano Fluminense.
Liderou a ala antiflorianista, ou seja, contra o autoritarismo armado.[carece de fontes?]